# أوسكار ميشو
أوسكار ميشو (بالإنجليزية: Oscar Micheaux) (2 يناير 1884 - 25 مارس 1951) كاتب أمريكي ومخرج أفلام ومنتج مستقل لأكثر من 44 فيلم. يعتبر أول صانع أفلام من أصول أفريقية، وأكثرهم نجاحًا في النصف الأول من القرن العشرين وهو المنتج الأبرز في أفلام السباق، وله إنتاج في السينما الصامتة والناطقة.

## روابط خارجية
- أوسكار ميشو على موقع IMDb (الإنجليزية)
- أوسكار ميشو على موقع الموسوعة البريطانية (الإنجليزية)
- أوسكار ميشو على موقع ألو سيني (الفرنسية)
- أوسكار ميشو على موقع أول موفي (الإنجليزية)
- أوسكار ميشو على موقع إن إن دي بي (الإنجليزية)
- أوسكار ميشو على موقع قاعدة بيانات الفيلم (الإنجليزية)
- أوسكار ميشو على موقع كينوبويسك (الروسية)